# .dk
.dk là tên miền quốc gia cấp cao nhất dành cho quốc gia (ccTLD) của Đan Mạch.
Cơ quan giám sát duy nhất tên miền cấp cao .dk là DK Hostmaster.
Bất kỳ tên miền .dk mới nào cũng phải nộp đơn thông quan cơ quan đăng ký được chứng nhận. Sau đó những người yêu cầu tên miền có thể yêu cầu cơ quan đăng ký quản lý tên miền của họ hoặc làm việc trực tiếp qua DK Hostmaster. Việc đăng ký tên miền với các chữ æ, ø, å, ö, ä, ü, và é cũng được chấp nhận.

## Lịch sử
Tên miền gốc dành cho quốc gia .dk được khởi tạo vào 14 tháng 7 năm 1987 tại Trung tâm Thông tin Mạng ARPA, Viện Nghiên cứu Stanford (SRI-NIC) và Nhóm người dùng UNIX Đan Mạch tại Datalogisk Institut, Københavns Universitet (DIKU) đã nhận quyền quản lý tên miền .dk, trên DK-net, vào thời điểm đó một tên không chính thức được sử dụng cho mạng UUCP dùng tại DIKU. Tên DK-net (hay DKnet) đã được dùng từ tối thiểu là 1986.
Vào tháng Giêng 1989 DKUUG đã có một thỏa thuận tên ("navneaftalen") với sự liên kết của ba mạng khác hiện đang làm việc ở Đan Mạch, một mạng X.400 thử nghiệm cấp quốc gia (EAN từ Đại học British Columbia), EARN và DECnet, liên quan đến tên miền .dk. Họ đã đồng ý chia sẻ nó, giấu nó cho những người dùng mà mạng họ được kết nối, vô hiệu tên miền ảo, như .uucp hay tên miền cấp 2, giống như.gov.uk, tạo nên một cách làm chưa từng được sử dụng.
DKUUG đã tạo ra một tổ chức riêng rẽ tên là "Dk hostmaster" vào 1991, để quản lý tên miền .dk, tiếp sau sự thành lập WWW.
Vào năm 1993, DK-net Aps, một ISP thực thụ đầu tiên của Đan Mạch, được thành lập như một công ty trách nhiệm hữu hạn. Nó là vì vào giữa năm 1988 DK-net được kết nối với DEnet đang xuất hiện (viết tắt của chữ "Danish Educational Network", sau đó thành "Dansk Erhvervs Net"), mạng nghiên cứu do chính phủ tài trợ đã được thành lập vào cuối năm 1987 (giờ đây được biết với tên forskningsnettet) và hoạt động dưới sự quản lý của UNI-C. Đến đầu năm 1992 UNI-C (thông qua DENet) đã phục vụ tất cả các khách hàng là trường Đại học ở Đan Mạch, và DIKU không cần mạng DK-net nữa. Do đó DKUUG, với DK-net đã di chuyển đến Symbion Science Park, ở đó họ đã nhận được đường dây quốc tế của riêng họ và bắt đầu phát hành ra các công ty và kết nối modem đến người dùng tư nhân. Nền kinh tế liên tục phát triển, nhanh chóng vượt quá tầm một tổ chức, do đó buộc phải thành lập một công ty.

### Tele Danmark giành quyền quản lý
Vào ngày 15 tháng 2, 1996, DK-net Aps, trong đó có nhà quản lý tên miền .dk (DK hostmaster), được bán cho Tele Danmark (giờ là TDC) với 20 triệu DKK. Do nhận thức được những mâu thuẫn về quyền lợi có thể xảy ra với một công ty (Tele Denmark) vừa là một ISP (DKnet A/S, giờ là công ty cổ phần) vừa chịu sự quản lý của nhà quản lý tên miền .dk (DK hostmaster), một nhóm công ty viễn thông Internet, 28 công ty, bao gồm Telia, Global One, Deutsche Telekom, IBM, đã tập hợp 5 ngày sau thương vụ để giành được quyền kiểm soát chức năng DK hostmaster.
Tele Danmark thoạt đầu từ chối, và nhóm đã thành lập tổ chức Foreningen af Internetleverandører (FIL), và đe dọa đâm đơn trực tiếp lên IANA để tố cáo những gì họ cho là một trò độc quyền của Tele Danmark. Tele Danmark đã đồng ý và FIL trở thành cơ quan được ủy quyền với IANA cho tên miền .dk, trong khi nhà quản trị thực tế và trên danh nghĩa vẫn còn thuộc trách nhiệm của Dknet A/S. Vào tháng 6, 1996 họ đã ký một hợp đồng 1 năm về việc thực hiện và quy định liên quan đến tên miền .dk, rồi sau đó sẽ ký lại vào năm sau.

### Cuộc đua cho tên miền .dk
Vào ngày 15 tháng 1, 1997, FIL đã nới lỏng sự giới hạn về việc đăng ký tên miền .dk. Trước đây một người phải có lý do hợp lý để đăng ký tên miền, giờ đây các hạn chế đó đã được hủy bỏ, tạo nên một cuộc đua cho tên miền .dk. Đến cuối năm 1996 chỉ có 6.500 tên miền .dk được đăng ký thì đến ngày 1 tháng 2, 1997 nó đã tăng gấp đôi và đến cuối năm thì có 41.000 tên miền đăng ký. Từ đó lại xảy ra hàng loạt vụ tranh chấp pháp lý, và vẫn kéo dài đến tận thập niên 2000, không chỉ chống lại các thành viên của FIL, những người bị buộc tội sử dụng thông tin nội bộ để đăng ký một lượng lớn tên miền "tốt" một cách nhanh chóng, mà còn chống lại những cá nhân bị buộc tội đầu cơ.
Vào tháng 12 năm 1997 Tele Denmark đã thông báo từ năm 1998 họ sẽ bắt đầu thu phí hàng năm (DKK ex MOMS) cho mỗi tên miền được đăng ký, thông qua DK hostmaster. Điều này gây ra một sự xáo trộn trong thành viên FIL, vì họ đã không được thông báo. Trong khi đã có nhiều cuộc đối thoại về một vài loại phí cho DK Hostmaster để bù lấp chi tiêu, không có sự kiểm toán nào đối với ngân quỹ thật sự cxuar DK Hostmaster từ khi nó trở thành công ty kinh doanh như một phần của Tele Danmark. Điều này đã được FIL nhìn nhận là sự lạm dụng quyền lực và khoản lời làm ra thông qua một thổ chức phi lợi nhuân, đứng tên DK hostmaster. Sau đó người ta đã khám phá ra đó là Hội đồng quản trị của FIL (sau đó đã bị sa thải) đã cho phép Tele Danmark thiết lập mức giá mà họ muốn, mà không hỏi các thành viên của họ.
Sau đó Tele Danmark đã thông báo vào tháng 3 năm 1998 rằng phần kinh doanh trong DK-net A/S đã được chuyển tới Tele Denmark Internet và DK-net A/S, giờ chỉ còn DK hostmaster, được đổi tên thành "DK hostmaster A/S", và đem ra rao bán. Tele Danmark đã được khích lệ trở thành một diễn đàn hoặc một nhóm lớn hơn trong đó bao phủ nhiều lĩnh vực khác ngoài viễn thông và Internet (như FIL) để mua lại nó, vì Internet giờ đây đã có sự thu hút rộng rãi hơn. Điều này lại gây ra một sự xáo trộn trong FIL khi diễn ra những phản đối cho rằng họ không được quyền bán những gì họ không sở hữu.

### DIFO giành quyền quản lý
Vào tháng 10, 1998, FIL gửi một lá thư tới Tele Danmark thông báo kết thúc hợp đồng và thỏa thuận đã ký vào tháng 6 năm 1996 (ký lại vào năm 1997) và rằng họ muốn tự quản lý DK hostmaster. Tele Danmark từ chối vì cho rằng FIL không thể làm được. Vào tháng 11 năm 1998, DIL, theo lời mời của Bộ Khoa học, Công nghệ và Sáng tạo Đan Mạch, đã triệu tập cuộc họp giữa các nhân tố trong ngành Internet Đan Mạch, dưới cái tên "ID MoU" (Bản ghi nhớ Internet Đan Mạch) để tạo ra một thỏa thuận lâu dài về sự quản lý tên miền .dk.
Kế quả của "ID MoU" là số cơ quan và tổ chức tạo ra một cơ quan tự chủ quản tên Dansk INTERNET Forum (DIFO) vào ngày 1 tháng 7, 1999, sau đó với sự giúp đỡ từ nguồn đầu tư bên ngoài đã mua lại "DK hostmaster A/S" vào tháng 12 năm 1999.

## Tên miền .dk đầu tiên
Những tên miền .dk đầu tiên vẫn còn lưu giữ trên cơ sở dữ liệu của DK Hostmaster, là các tên miền dkuug.dk Lưu trữ ngày 15 tháng 4 năm 2009 tại Wayback Machine, diku.dk Lưu trữ ngày 8 tháng 8 năm 2009 tại Wayback Machine, bk.dk Lưu trữ ngày 20 tháng 12 năm 1996 tại Wayback Machine, dde.dk, ibt.dk Lưu trữ ngày 19 tháng 7 năm 2011 tại Wayback Machine, ifad.dk, lego.dk, mainz.dk và nordita.dk đều được đăng ký vào năm 1987. Dkuug.dk và diku.dk rất quan trọng từ khi họ cung cấp cơ sở hạn tầng. Họ dường như là những tên miền đầu tiên sử dụng.dk.